# Береснєв Вячеслав Мартинович
Вячеслав Мартинович Береснєв (нар. 1946) — радянський і український фізик, доктор технічних наук (2007), професор (2014), професор кафедри матеріалів реакторобудування та фізичних технологій фізико-технічного факультету Харківського національного університету імені В. Н. Каразіна (з 2009 р.). Автор робіт з фізичного матеріалознавства, фізики твердого тіла, плазмових технологій, іонно-плазмових покриттів, наноматеріалів та нанотехнологій.

## Біографія
Народився у місті Харкові в сім'ї службовців. Після закінчення середньої школи вступив на фізичний факультет Харківського державного університету імені О. М. Горького, який закінчив у 1972 р. (кафедра кристалофізики), отримавши диплом з відзнакою.
Після закінчення університету працював на посадах інженера, молодшого наукового співробітника, наукового співробітника, старшого наукового співробітника в Харківському фізико-технічному інституті, Харківському політехнічному інституті, Харківському державному університеті, Науковому фізико-технологічному центрі МОН та НАН України. У 1981 р. захистив кандидатську дисертацію в сфері матеріалознавства твердих і надтвердих сполук перехідних металів. Після захисту наприкінці 2006 р. докторської дисертації на тему «Принципи створення іонно-плазмових багатокомпонентних багатофункціональних покриттів з високими експлуатаційними властивостями» йому у лютому 2007 р. було присвоєно ступінь доктора технічних наук зі спеціальності 05.02.01 — матеріалознавство.
З жовтня 2009 р. працює професором кафедри матеріалів реакторобудування (з вересня 2012 р. — матеріалів реакторобудування та фізичних технологій) фізико-технічного факультету Харківського національного університету імені В. Н. Каразіна.
Багаторазово керував виконанням важливих фундаментальних і прикладних науково-дослідних робіт, значна частина яких знайшла впровадження у виробництві.
За 8 років роботи на кафедрі матеріалів реакторобудування та фізичних технологій під його керівництвом підготовлено та захищено 8 кандидатських дисертацій (Маліков Л. В. — 2009; Стєрвоєдов А. М. — 2010; Турбін П. В. — 2011; Дробишевська А. А. — 2011, Грудницький В. В. — 2013, Торяник І. М. — 2014, Гранкін С. С. — 2016, Нємченко У. С. — 2017).

## Керівництво науковою роботою студентів
- Нємченко У. С. — 2012 р., диплом ІІІ ступеня Всеукраїнського конкурсу студентських наукових робіт з природничих, технічних і гуманітарних наук;
- Ганенко В. В. — 2014 р., диплом ІІ ступеня Всеукраїнського конкурсу студентських наукових робіт з природничих, технічних і гуманітарних наук.

Професор В. М. Береснєв є членом двох спеціалізованих рад із захисту дисертацій (із спеціальності 01.04.07 — фізика твердого тіла, Сумський державний університет, із спеціальності 05.02.01 — матеріалознавство, Харківський національний автомобільно-дорожній університет), він член редколегії журналів «Журнал фізики та інженерії поверхні», «Східно-Евролпейський фізичний журнал», співголова організаційного комітету міжнародних конференцій "Фізико-хімічні основи формування та модифікації мікро- та наноструктур.
За результатами наукової роботи за 2011 рік нагороджений премією університету імені В. Н. Каразіна 3 ступеня.

## Науковий доробок
співавтор біля 300 наукових та науково-методичних праць, серед яких 9 колективних монографій та розділів монографій, 4 навчальні посібники, більше 20 винаходів, захищених авторськими свідоцтвами та патентами.

## Основні публікації
Монографії та розділи монографій
1. Береснев В. М., Перлов Д. Л., Федоренко А. И. Экологически безопасные вакуумно-плазменное оборудование и технологии нанесения покрытий — Харьков: ХИСПИ, 2003. — 292
2. Chapter 11. Influence of deposition parameters on the structure and properties of nitride coatings / A.D. Pogrebnjak, N.A. Azarenkov, V.M. Beresnev, S.V. Lytovchenko. // Manufacturing Nano-structures. — University of Central Lancashire (UK), One Central Press (OCP), 2014. — Р. 294—317.
3. Азаренков Н. А., Береснев В. М., Погребняк А. Д., Колесников А. Д. Основы получения наноструктурных покрытий, наноматериалов и их свойства. — 2011. — М.: Физмат литература, книжный дом «ЛИБРИКОМ». — 357с.
4. Азаренков Н. А., Соболь О. В., Погребняк А. Д., Береснєв В. М. Инженерия вакуумно-плазменных покрытий. — 2011. — Х.: ХНУ имени В. Н. Каразина. — 344 с.
5. Pogrebnjak A.D., Beresnev V.M. Nanomaterials and nanotechnology. N.Y., Bentham, 2010.− 271 p.
6. A.D. Pogrebnjak and V.M. Beresnev. Nanocoatings, Nanosystems, Nanotechnologies –books, Bentham Sci. Publ., 155 pp., (2012)
7. Азаренков Н. А., Соболь О. В., Береснев В. М., Погребняк А. Д., Литовченко С. В., Иванов О. В. Материаловедение неравновесного состояния модифицированной поверхности: монография — Сумы: Сумской государственный университет, 2013. — 683 с.
8. Nanocomposites: new trends and developments / INTECH, Ed. By Farzad Ebrahimi, 2012. — 503 p. // A. D. Pogrebnjak and V. M. Beresnev. Chapter 6. Hard Nanocomposite Coatings, Their Structure and Properties — Р. 123—160.
9. Pogrebnyak A.D. Nanocoatings Technology of Fabrication of Nanostructure (Nanocomposite) Coatings with High Physical and Mechanical Properties Using C-PVD / A.D. Pogrebnyak, O.V. Bondar, N.A. Azarenkov, V.M. Beresnev, O.V. Sobol, N.K. Erdybaeva // CRC Concise Encyclopedia of Nanotechnology, 2015. — Р. 624—652.

## Навчальні посібники
1. Функціональні матеріали і покриття: навчальний посібник / [М. О. Азарєнков, В. М. Береснєв, С. В. Литовченко, П. В. Турбін, В. О. Чишкала]. — Х.: ХНУ імені В. Н. Каразіна, 2013. — 208 с.
2. Наноматеріали і нанотехнології: навчальний посібник / Азарєнков М. О., Неклюдов І. М., Береснєв В. М., Воєводін В. М., Погребняк О. Д., Ковтун Г. П., Соболь О. В., Удовицький В. Г., Литовченко С. В., Турбін П. В., Чишкала В. О. — Харків: ХНУ імені В. Н. Каразіна. — 2014. — 322 с.
3. Береснев В. М., Комаров Ф. Ф., Купчишин А. И., Погребняк А. Д., Кылышканов М. К. Наноматериалы, покрытия, технологии. Усть-Каменегорск, ВКГТУ, 2010.−157 с.
4. Н. А. Азаренков, В. М. Береснев, А. Д. Погребняк, Л. В. Маликов, П. В. Турбин. Наноматериалы, нанопокрытия, нанотехнологии: учебн. пособие — Харьков: ХНУ имени В. Н. Каразина, 2009. — 209 с. — ISBN 978-966-623-592-6

## Вибрані статті
1. Погребняк А. Д., Шпак А. П., Азаренков Н. А., Береснев В. М. Структуры и свойства твердых и сверхтвердых нанокомпозитных покрытий // Успехи физических наук. − 2009. − Т. 179, № 1. − С. 36-64.
2. Pogrebnjak A.D., Bratushka S.N., Uglov V.V., Rusakov V.S., Beresnev V.M., at.el. Structure and properties of Ti alloys after double implantation // Vacuum. − 2009. − Vol. 89, No. 6. — P. S241-S244.
3. Береснев В. М., Соболь О. В., Погребгяк А. Д., Турбин П. В., Литовченко С. В. Термическая стойкость фазового состава, структуры и напряженного состояния ионно-плазменных конденсатов системы Zr-Ti-Si-N // ЖТФ −2010. −Т.80, № 6. − С. 116—121.
4. Beresnev V.M., Pogrebnjak A.D., Turbin P.V., Kirik G.V., Kylyshkanov M.K., Shvets O.N., Gritssenko V.I., Shipilenko A.P. Tribotechnical and mechanical properties of Ti-Al-N nanocomposite coatings deposited by ion-plasma method // J. of Friction and Wear. − 2010.- Vol.31, No5. − P.349-355.
5. Sobol O.V., Pogrebnjak A.D., Beresnev V.M. Effect of the prepara-tion conditions on the phase composition, structure, and mechani-cal characteristics of vacuum-arc Zr–Ti–Si–N coatings // The Physics of Metals and Metallography. −2011. − Vol. 112, No. 2. − Р. 118—125.
6. Pogrebnjak A.D., Spak A.P., Beresnev V.M., Kolesnikov D.A. et. al. Effect of Thermal Annea-lingin Vacuum and Air on Nanograin Sizes in Hard and Supernard Coatings Zr-Ti-Si-N// J. of Nanoscience and Nanotechnology. − 2012. − Vol. 12, P. 9213-9219.
7. Погребняк А. Д., Братушка С. Н., Береснев В. М., Левинтант-Зайонтс Н. Эффект памяти формы и сверхэластичность сплавов никелида титана, имплантированных высокими дозами ионов // Успехи химии.– 2013. — Т. 82. — № 12. — С. 1135—1159.
8. Smolikov A., Vezentsev A., Beresnev V., Kolesnikov D. Morphology of Synthetic Chrysotile Nanofibers (Mg-Hydro Silicate) // Journ. of Materials Science and Engineering, A. − 2013. − 3(8). − P. 523—530.
9. Азаренков Н. А., Соболь О.В, Береснев В. М., Погребняк А. Д. и др. Вакуумно-плазменные покрытия на основе многоэлементных нитридов // Металлофизика и новейшие технологии. − 2013. − Т. 35, № 8. − С. 1061—1084.
10. Pogrebnjak A.D., Beresnev V.M., Bondar O.V., Kaverin M.V., Ponomarev A.G. Investigation of (Ti-Zr-Hf-V-Nb)N multicomponent nanostructured coatings before and after thermal annealing by nuclear physics methods of analysis // Russian Physics Journal. — 2013. — Vol. 56, No. 5. — P. 532—541.
11. Погребняк А. Д., Пшик Ф. В., Береснев В. М., Жоллыбеков Б. Р. Защита от трения и износа с помощью многокомпонентных нанокомпозитных покрытий на основе титана // Трение и износ .- 2014, Т.35, № 1.- С.72-86.
12. V.M. Beresnev, S.S. Grankin, S.Yu. Novikov, U.S. Nyemchenko, O.V. Sobol’, P.V. Turbin. Tribotechnical Properties of the Coatings (Ti-Zr-Nb)N // Nano-Electron. Phys. — 2014. V. 6, No. 4. P. 04011-1 — 04011-5.
13. Structure and Physical and Mechanical Properties of Nanocomposite (Zr-Ti-Cr-Nb)N and (Ti-Zr-Al-Nb-Y)N Coatings, Obtained by Vacuum-Arc Evaporation Method / V.M. Beresnev, I.N. Torianyk, A.D. Pogrebnjak, O.V. Bondar, M. Bilokur, O.V. Sobol, D.A. Kolesnikov, S.V. Lytovchenko, P.V. Turbin // Springer Proceedings in Physics. — 2015. — V. 156. — Р. 75-84.
14. Влияние остаточного давления и ионной имплантации на структуру, элементный состав и свойства нитридов (TiZrAlYNb)N / А. Д. Погребняк, И. В. Якущенко, О. В. Соболь, В. М. Береснев, А. И. Купчишин, О. В. Бондар, М. А. Лисовенко, H. Amekura, K. Kono, K. Oyoshi, Y. Takeda // Журнал техн. физики, 2015. — Т. 85. — № 8. — С. 72-79.
15. Influence of Implantation of Au- Ions on the Microstructure and Mechanical Properties of Nanostructured Multielement (TiZrHfVNbTa)N Coating / A.D. Pogrebnyak, I.V. Yakushchenko, O.V. Bondar, O.V. Sobol, V.M. Beresnev, K. Oyoshi, H. Amekura, Y. Takeda // Physics of the Solid State, 2015. — V. 57. — № 8. — Р. 1556—1561.
16. Физико-механические свойства покрытий (Ti-Zr-Nb)N, полученных методом вакуумно-дугового испарения / В. М. Береснев, О. В. Соболь, С. С. Гранкин, У. С. Немченко, В. Ю. Новиков, О. В. Бондар, Е. О. Беловол, О. В. Максакова, Д. К. Ескермесов // Физика и химия обработки материалов. — 2015. — № 4. — С. 50-58.
17. A.V. Pshyk, L.E. Coy, G. Nowaczyk, M. Kempiński, B. Peplińska, A.D. Pogrebnjak, V.M. Beresnev, S. Jurga. High temperature behavior of functional TiAlBSiN nanocomposite coatings // Surface & Coatings Technology. -2016. — V.305.- P.49–61.
18. В. М. Береснев, С. А. Клименко, О. В. Соболь, С. С. Гранкин, В. А. Столбовой, П. В. Турбин, В. Ю. Новиков, А. А. Мейлехов, С. В. Литовченко, Л. В. Маликов. Влияние режимов осаждения на структурно-фазовое состояние, твердость и трибологические характеристики вакуумно-дуговых многослойных покрытий Mo2N/CrN // Сверхтвердые материалы. — 2016. — № 2. — С. 55-64.
19. Влияние давления азота на структуру конденсатов, полученных из высокоэнтропийного сплава AlCrTiZrNbY при вакуумно-дуговом осаждении / В. М. Береснев, О. В. Соболь, У. С. Немченко, С. В. Литовченко, Г. Ф. Горбань, В. А. Столбовой, Д. А. Колесников, А. А. Мейлехов, А. А. Постельник, В. Ю. Новиков // Вопросы атомной науки и техники. — 2016. — No. 2. — С. 86-91.